# Avrilly (Allier)
Avrilly é uma comuna francesa na região administrativa de Auvérnia-Ródano-Alpes, no departamento Allier. Estende-se por uma área de 11,48 km². Em 2010 a comuna tinha 138 habitantes (densidade: 12 hab./km²).